# زاکاریاس بونات
زاکاریاس بونات (انگلیسی: Zacarías Bonnat؛ زادهٔ ۲۷ فوریهٔ ۱۹۹۶) وزنه‌بردار اهل جمهوری دومینیکن است.
وی در مسابقات کشوری و بین‌المللی در مجموع برندهٔ ۴ مدال نقره شده‌است.